# 金宰鉉
金宰鉉（1994年7月15日—），韓國男歌手，在FNC娛樂旗下的男子流行搖滾樂團N.Flying中擔任鼓手。

## 演藝經歷
2008年進入FNC娛樂娛樂當練習生。其姐姐為Rainbow隊長金裁經。
2013年隨團體N.Flying發行單曲《BASKET》在日本出道。
2014年出演SBS電視台播出的摩登農夫。
2015年在韓國發行首張迷你專輯《Awesome》以團體N.Flying的鼓手正式出道。
2018年與成員車勳開設YouTube頻道《두얼간이 2IDIOTS》，並於2019年4月達成10萬訂閱成就。
2020年首度挑戰日劇出演《與你在世界終結之日》，於2021年初開播。
2021年與金寶羅主演恐怖電影《玉水站鬼神》。

## 音樂作品
N.Flying團體音樂詳細請前往N.Flying#音樂作品

### 韓國音樂著作權家協會登錄號
| 成員   | 登記名字              | 編號     |
| ------ | --------------------- | -------- |
| 金宰鉉 | 김재현 / Kim Jae Hyun | 10025961 |

## 影視作品
N.Flying影視作品詳細請前往N.Flying#影視作品

### 電視劇
| 年份 | 電視台     | 劇名                 | 角色         | 備註   |
| ---- | ---------- | -------------------- | ------------ | ------ |
| 2014 | SBS        | 現代農夫             | 姜洪九       |        |
| 2016 | NAVER TV   | 88號街               | 南宇尚       |        |
| 2016 | MBC        | 舉重妖精金福珠       | 游泳部隊員   |        |
| 2017 | SBS        | 姐姐風采依舊         | 結婚典禮樂團 | 客串   |
| 2017 | MBC        | 多樣的兒媳           | 金泰奇       |        |
| 2019 | 網路劇     | 啊，因為男高所以幸福 | 金南久       |        |
| 2020 | 網路劇     | Big Picture House    | 孔成宇       |        |
| 2020 | 網路劇     | 半五十               | 車振宇       |        |
| 2021 | 日本電視台 | 與你在世界終結之日   | 尹民俊       | 第一季 |
| 2021 | Hulu       | 與你在世界終結之日   | 神秘人       | 第二季 |

### 電影
| 年份 | 片名       | 角色 | 性質 |
| ---- | ---------- | ---- | ---- |
| 2023 | 《鬼車站》 | Uwon | 主演 |

## 外部連結
- 金宰鉉的Instagram帳戶
- YouTube上的2IDIOTSofficial頻道